# Umowa przechowania
Umowa przechowania – umowa, której charakter określają artykuły 835-845 Kodeksu cywilnego.
Zgodnie z ich brzmieniem przez umowę przechowania jedna z jej stron (przechowawca) zobowiązuje się do przechowania w stanie niepogorszonym rzeczy ruchomej drugiej strony umowy (składającego), która tę rzecz w przechowanie oddaje.
Umowa przechowania może mieć charakter odpłatny, co określać może zawarta umowa, ustalona taryfa lub zaistniałe podczas zawieranej umowy okoliczności. Ponadto składający powinien zwrócić przechowawcy wydatki, które ten poniósł w celu należytego przechowania rzeczy, wraz z odsetkami ustawowymi oraz zwolnić przechowawcę od zobowiązań zaciągniętych przez niego w powyższym celu w imieniu własnym.
Składający może w każdym czasie żądać zwrotu rzeczy oddanej na przechowanie, zaś przechowawca może żądać odebrania rzeczy przed upływem terminu oznaczonego w umowie, jeżeli wskutek okoliczności, których nie mógł przewidzieć, nie może bez własnego uszczerbku lub bez zagrożenia rzeczy przechowywać jej w taki sposób, do jakiego jest zobowiązany. W przypadku, w którym czas przechowania nie był oznaczony – albo jeżeli rzecz była przyjęta na przechowanie bez wynagrodzenia – przechowawca może żądać odebrania rzeczy w każdym czasie, byleby jej zwrot nie nastąpił w chwili nieodpowiedniej dla składającego.